# Николай Аннапский
Николай Аннапский — последний Латинский Патриарх Иерусалимский с резиденцией в Акре, доминиканец, видный духовный писатель.

## Биография

### Доминиканец и прелат
Родился около 1225 года в Аннапе, в Арденнах (Франция). Вступив в орден доминиканцев в Реймсе, продолжил изучение теологии Парижском монастыре св. Иакова. Около 1260 года подружился с Латино Малабранкой Орсини, который позже (в 1278 году) стал кардиналом-епископом Остии. Этой дружбе приписывают выдвижение Николая Аннапского в качестве апостольского пенитенциария в Риме и то, что 30 апреля 1288 г. Папа Николай IV назначил его Патриархом Иерусалима.
К тому времени положение латинского христианства в Святой Земле было драматичным. Иерусалим еще с 1187 года был в руках турок, и Патриарх Николай поселился в Акре; он также был папским легатом в Сирии, на Кипре и в Армении.

### Падение Акры
В апреле 1289 года, когда мамлюкский султан Калаун взял город Триполи и вырезал всё его население, выживание Акры как последней крепости Иерусалимского королевства оказалось под угрозой. Папа послал некоторые подкрепления и пытался организовать новый крестовый поход, однако когда король Эдуард I Английский и некоторые князья решились «принять крест», уже было слишком поздно.
Осада Акры преемником Калауна султаном Аль-Ашраф Халилем началась в апреле 1291 года. После месяца боев, 12 мая 1291 года, сарацины вошли в город. Николай Аннапский оказался среди многочисленных жертв, погибших при попытке бежать из завоеванного города морским путем (18 мая 1291): он был легко ранен, и слуги посадили его в небольшую гребную лодку, но Патриарх «по милосердию своему допустил влезть в нее стольким  беженцам, что лодка пошла ко дну, и все они утонули».

## Труды
- Главное произведение Николая Аннапского Liber de exemplis sacre scripturae, составленное между 1260 и 1278 годами, имело большой успех. В нем представлены тысячи примеров, взятых исключительно из Библии, которые позволяли проповедникам иллюстрировать свои поучения о добродетелях и пороках и помогали верующим вести себя по-христиански как в общественной, так и в личной жизни, в том числе в час смерти. Оно было впервые напечатано в Венеции в 1477 году и приписано святому Бонавентуре; затем часто переиздавалось под различными названиями, такими как Summa virtutum et viciorum (Кёльн, 1544, и Париж, 1548), Virtutum vitiorumque exempla ex universo divinae scripture promptuario desumta, Flores biblici, Exempla biblica (Аугсбург, 1726), или просто как 'Библия для бедных' (Biblia pauperum). Существуют переводы на народные языки: французский Promptuaire des exemples des vertus et des vices (Антверпен, 1520) и английский The Exemples of virtue and vice (Лондон, 1561).

- Серия из 99 проповедей (Quadragesimale). Praedicationes хранится в библиотеке Сан-Марко во Флоренции.

- В Публичной библиотеке Брюгге (Openbare Bibliotheek Brugge) во Фландрии хранится рукописная копия (Ms. 270) Liber de exemplis sacre scripturae, датированная XV веком, из цистерцианского аббатства Дюн.